# 1-O-Methyl-D-glucose
1-O-Methyl-D-glucose (auch Methyl-D-glucopyranosid) ist ein Monosaccharid und somit ein Vertreter der Kohlenhydrate.

## Eigenschaften
1-O-Methyl-D-glucose ist ein Methylglucosid und kommt in zwei Formen vor, α und β. Es kann säurekatalysiert aus Glucose und Methanol erzeugt werden. Es wird von Säugerzellen in Zellkultur, von Sporen von Mucor racemosus und in geringem Umfang von der Zuckerrübe aufgenommen.
| 1-O-Methyl-D-glucose  |                               |                               |
| Name                  | 1-O-Methyl-α-D-glucose        | 1-O-Methyl-β-Dglucose         |
| Alternativbezeichnung | 1-O-Methyl-α-D-glucopyranosid | 1-O-Methyl-β-D-glucopyranosid |
| Strukturformel        |                               |                               |
| CAS-Nummer            | 97-30-3                       | 709-50-2                      |
| PubChem               | 1031                          | 3776                          |
| Wikidata              | Q27074402                     | Q27092822                     |
| Summenformel          | C7H14O6                       | C7H14O6                       |
| Molare Masse          | 194,183 g·mol−1               | 194,183 g·mol−1               |